# Emilio Gamboa Patrón

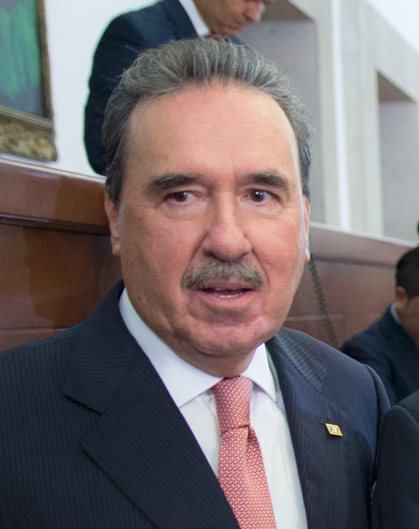
Emilio Gamboa Patrón in 2017

Emilio Antonio Gamboa Patrón (Mexico-Stad, 23 augustus 1950) is een Mexicaans politicus van de Institutioneel Revolutionaire Partij (PRI).
Gamboa studeerde internationale betrekkingen aan de Ibero-Amerikaanse Universiteit en sloot zich in 1972 aan bij de PRI. Hij was de persoonlijke secretaris van president Miguel de la Madrid (1982-1988) en was hoofd van onder andere het instituut voor sociale zekerheid en de nationale loterij. In 1992 benoemde president Carlos Salinas (1988-1994) hem tot minister van transport en communicatie. Hij was senator van 1994 tot 2000 en werd in 2006 in de Kamer van Afgevaardigden gekozen, waarin hij de fractievoorzitter van de PRI is.
In 2006 dook er een telefoongesprek op van Gamboa met de omstreden zakenman Kamel Nacif Borge, waarin deze hem verzocht een wetsvoorstel betreffende casino's tegen te houden. Gamboa heeft erkend het gesprek gevoerd te hebben, maar ontkent beschuldigingen van vriendjespolitiek.
De in Mexico geboren journaliste Lydia Cacho Ribeiro beschuldigt in haar boek "Los Demonios del Edén" (Demonen van Eden) Gamboa ervan betrokken te zijn bij kinderpornografie.